# Episodi di Fear the Walking Dead (quarta stagione)
La quarta stagione della serie televisiva Fear the Walking Dead, composta da sedici episodi, è stata trasmessa in prima visione negli Stati Uniti d'America dall'emittente AMC dal 15 aprile al 30 settembre 2018.
In Italia, la stagione è andata in onda in prima visione satellitare su MTV, canale a pagamento della piattaforma Sky, dal 30 aprile al 2 dicembre 2018.
| nº | Titolo originale                    | Titolo italiano                    | Prima TV USA      | Prima TV Italia  |
| -- | ----------------------------------- | ---------------------------------- | ----------------- | ---------------- |
| 1  | What's your Story?                  | Qual è la tua storia?              | 15 aprile 2018    | 30 aprile 2018   |
| 2  | Another Day in the Diamond          | Un altro giorno nel campo          | 22 aprile 2018    | 7 maggio 2018    |
| 3  | Good Out Here                       | Qui bene                           | 29 aprile 2018    | 14 maggio 2018   |
| 4  | Buried                              | Sepolto                            | 6 maggio 2018     | 21 maggio 2018   |
| 5  | Laura                               | Laura                              | 13 maggio 2018    | 28 maggio 2018   |
| 6  | Just in Case                        | Solo per precauzione               | 20 maggio 2018    | 4 giugno 2018    |
| 7  | The Wrong Side of Where Are You Now | Il lato sbagliato di dove ti trovi | 3 giugno 2018     | 11 giugno 2018   |
| 8  | No One's Gone                       | Nessuno è perso                    | 10 giugno 2018    | 18 giugno 2018   |
| 9  | People Like Us                      | Gente come noi                     | 12 agosto 2018    | 14 ottobre 2018  |
| 10 | Close Your Eyes                     | Chiudi gli occhi                   | 19 agosto 2018    | 21 ottobre 2018  |
| 11 | The Code                            | Il codice                          | 26 agosto 2018    | 28 ottobre 2018  |
| 12 | WWeak                               | Debole                             | 2 settembre 2018  | 4 novembre 2018  |
| 13 | Blackjack                           | Blackjack                          | 9 settembre 2018  | 11 novembre 2018 |
| 14 | MM 54                               | MM 54                              | 16 settembre 2018 | 18 novembre 2018 |
| 15 | I Lose People...                    | Ho perso qualcuno...               | 23 settembre 2018 | 25 novembre 2018 |
| 16 | ...I Lose Myself                    | ..Mi sono perso                    | 30 settembre 2018 | 2 dicembre 2018  |

## Qual è la tua storia?
- Titolo originale: What's your Story?
- Diretto da: John Polson
- Scritto da: Scott M. Gimple, Andrew Chambliss e Ian B. Goldberg

### Trama
Morgan Jones, qualche tempo dopo la sconfitta di Negan, riceve le visite di Jesus, Carol e Rick che gli chiedono di riunirsi alle comunità, ma l'uomo decide di partire verso ovest raggiungendo il Texas. Lì incontra John Dorie, un sopravvissuto solitario abile con la pistola che gli offre cibo e di dormire nel suo pick-up. Durante la notte Morgan si allontana, ma poco dopo viene catturato da un gruppo di banditi; John giunge in suo soccorso, ma viene catturato anch'egli da un altro bandito nascosto. I due vengono però salvati da Althea, una giornalista che viaggia su un furgone blindato e pesantemente armato. La donna costringe i banditi a scambiare i due uomini per delle provviste, quindi li porta al suo campo dove spiega che in cambio vuole conoscere la loro storia. John racconta di stare cercando una donna di nome Laura da cui si è separato, mentre Morgan si rifiuta e fa per andarsene. Prima che possa farlo, i banditi li attaccano di nuovo e scoppia uno scontro a fuoco dove i tre riescono ad eliminarli, ma Morgan rimane ferito ad una gamba. Questi per sdebitarsi decide di parlare di sé, degli insediamenti in cui è stato e della guerra con i Salvatori, ma rifiuta di spiegare perché abbia abbandonato queste comunità ormai sicure, dicendo solo che la perdita di qualcuno lo ha portato a perdere sé stesso. Si allontana da solo, ma si accorge ben presto di essere in difficoltà per la ferita alla gamba e, attaccato da due vaganti, viene salvato da John. Morgan decide di rimanere con i due e poco dopo, lungo la strada, Althea nota una ragazza china al centro della strada; fermatisi per soccorrerla, scoprono che la ragazza, in realtà Alicia Clark, ha teso loro una trappola e vengono costretti alla resa da lei insieme a Nick Clark, Victor Strand e Luciana Galvez.
- Guest star: Andrew Lincoln (Rick Grimes), Melissa McBride (Carol Peletier), Tom Payne (Paul Rovia / Jesus), Clint James (Leland).
- Altri interpreti: Jackson Beals (Bill), Matthew James (Hardy), Rob Mello (Sopravvissuto magro).
- Ascolti USA: telespettatori 4.090.000 – rating 18-49 anni 1,6%[2]

## Un altro giorno nel campo
- Titolo originale: Another Day in the Diamond
- Diretto da: Michael E. Satrazemis
- Scritto da: Andrew Chambliss e Ian B. Goldberg

### Trama
Dopo la distruzione della diga Madison, Nick, Alicia, Victor e Luciana si ritrovarono stabilendo una comunità in uno stadio di baseball. Un anno dopo la sua fondazione, Nick scopre che le rape coltivate sono infestate dai parassiti, mentre Madison, Alicia, Victor e Luciana vanno in cerca di provviste e della famiglia di Charlie, una bambina da poco unitasi alla comunità. I quattro trovano i resti di un accampamento distrutto dove sventola una bandiera bianca numerata e si imbattono in Naomi, una sopravvissuta che tenta di rubare la loro macchina, ma finisce in una cisterna piena di vaganti. Madison e gli altri la soccorrono e la portano allo stadio, chiedendole di restare e scoprendo che era un'infermiera. Poco dopo, un convoglio di camion e camper si presenta alle porte dello stadio, e il gruppo che ne scende intrappola i vaganti nelle vicinanze in un camion, esponendo una bandiera bianca con il numero dei vaganti catturati. Madison esce a parlare con Melvin, il loro capo, che esige che consegnino loro tutto quello che hanno, dimostrando di conoscere molte cose dell'accampamento; quando Madison gli chiede come conosce queste informazioni, Melvin richiama a sé Charlie, in realtà una spia di questo gruppo, gli Avvoltoi. Madison, intuendo che sono gli stessi razziatori che hanno distrutto l'accampamento vicino, ribatte che non riceveranno nulla e che sono ben difesi, tornando dentro la recinzione. Gli Avvoltoi si accampano quindi fuori dallo stadio, in una sorta di assedio silenzioso. Nel presente, Nick, Alicia, Victor e Luciana scoprono sul blindato di Althea una bandiera degli Avvoltoi, trovata dalla donna poco prima, caricando lei, Morgan e John sul mezzo e ordinando loro di portarli nel luogo in cui l'hanno trovata.
- Guest star: Kevin Zegers (Mel), Sebastian Sozzi (Cole), Evan Gamble (Ennis), Rhoda Griffis (Vivian).
- Altri interpreti: Alexa Nisenson (Charlie), Kenneth Wayne Bradley (Douglas).
- Ascolti USA: telespettatori 3.066.000 – rating 18-49 anni 1,1%[3]

## Qui bene
- Titolo originale: Good Out Here
- Diretto da: Dan Liu
- Scritto da: Shintaro Shimosawa

### Trama
Durante il viaggio, Althea cerca di prendere in ostaggio Nick per ribaltare la situazione e, nella colluttazione, il blindato finisce fuori strada in un pantano. Mentre Nick, Alicia, Luciana e Victor sono storditi dall'incidente, gli altri tre prendono il controllo della situazione e li convincono a collaborare. Mentre Nick e Morgan rimangono ad aspettare al mezzo, gli altri vanno alla ricerca di un mezzo per trainare il blindato fuori dal pantano. Nick cerca di conoscere Morgan, ma questi si rifiuta di rispondere alle sue domande; quando questi si allontana per esercitarsi, Nick guarda il video fattole da Althea scoprendo che ha perso qualcuno. Nel frattempo Morgan avvista una macchina di passaggio e tenta di nascondersi nel blindato, ma Nick vede che è quella di Ennis, fratello di Melvin degli Avvoltoi e cerca di inseguirlo. Morgan tenta di fermarlo e nella colluttazione incastrano il pulsante del clacson: sono quindi costretti ad allontanarsi poiché il rumore attirerà tutti i vaganti. I due si rifugiano in un negozio dove Morgan cambia le bende della ferita alla gamba; Nick approfitta per dirgli che ha visto il video e chiedergli chi ha perso, ma Morgan rifiuta ancora di parlare. Poco dopo i due si imbattono in Ennis: Morgan suggerisce a quest'ultimo di allontanarsi, ma questi vedendo Nick inizia a sbeffeggiarlo come aveva già fatto in passato. Intanto Alicia e gli altri recuperano un mezzo e tornano al blindato, circondato dai vaganti. John capisce dalle tracce che Morgan e Nick si sono allontanati, così sì accordano per collaborare e scambiare informazioni. Nel frattempo, nonostante l'opposizione di Morgan, Nick aggredisce Ennis e riesce infine ad ucciderlo; Morgan, turbato dall'accaduto, gli racconta che ha perso la moglie, il figlio e molti amici prima di impazzire, parlandogli di come Eastman lo salvò e gli regalò il libro "Arte della pace", che offre a Nick. Il gruppo di Althea recupera il blindato e raggiungono Morgan che dice loro che è Nick sul retro. Quest'ultimo, mentre legge e osserva il fiore di lupino raccolto precedentemente immerso nei ricordi, viene colpito al petto da un proiettile sparato da Charlie che poi scappa vedendo arrivare gli altri. Victor, Alicia e Luciana accorrono cercando di salvarlo, ma il ragazzo muore poco dopo.
- Guest star: Kevin Zegers (Mel), Evan Gamble (Ennis).
- Altri interpreti: Alexa Nisenson (Charlie), Kenneth Wayne Bradley (Douglas).
- Ascolti USA: telespettatori 2.708.000 – rating 18-49 anni 1,0%[4]

## Sepolto
- Titolo originale: Buried
- Diretto da: Magnus Martens
- Scritto da: Alex Delyle

### Trama
Mentre con il blindato Victor, Alicia e Luciana si fanno condurre al luogo dove seppellire Nick, i tre cominciano a raccontare ad Althea come sono finiti lì. Avendo una carestia colpito lo stadio e con gli Avvoltoi che avevano già saccheggiato tutta la zona circostante, Madison mandò fuori piccoli gruppi in posti dove non ci si aspetterebbe di trovare cibo. Nick e Luciana raggiunsero una libreria dove il ragazzo voleva trovare dei libri per Charlie nella speranza di indurla a ritornare con loro, mentre Luciana insistette sul volere convincere tutti a lasciare lo stadio e scegliere a caso da un libro di geografia un nuovo posto dove vivere. Victor, accompagnato da Cole, dopo avere trovato alcune piante commestibili in una serra, gli mostrò un'auto nascosta piena di provviste e gli propose di fuggire insieme, ma egli si rifiutò e tornò da solo allo stadio. Alicia e Naomi esplorarono un accampamento distrutto in un parco acquatico e trovarono molti medicinali e attrezzature. Mentre Alicia era distratta, Naomi tentò di fuggire con un'auto di cui ha trovato le chiavi, ma scoprì che non aveva carburante. Alicia non si arrabbiò e l'aiutò a recuperarne un po', dicendole però di rifletterci bene. I gruppi rientrarono dunque al completo allo stadio: Victor confessa di non avere lasciato credere a Madison di avere trovato le provviste, Nick e Luciana proposero di cercare risorse molto a nord in un posto individuato sul libro di geografia e Naomi si propose di creare un'infermeria per la comunità. Al termine del racconto Victor, Alicia e Luciana rimpiangono quelle scelte poiché gli eventi seguenti hanno portato alla morte di Nick. Giunti a destinazione, i tre rivelano di essersi fatti condurre in realtà nel luogo dove hanno seppellito molte armi, con cui vogliono vendicarsi degli Avvoltoi. Althea si arrabbia perché pensa che hanno inventato la loro storie, ma i tre ribattono di avere solo tralasciato dettagli e le propongono di accompagnarli per vedere come andrà a finire la storia con i suoi occhi. Mentre stanno sistemando le armi sul blindato, John riconosce lo zaino di Naomi e dentro ritrova la seconda pistola con le sue iniziali. John capisce che Naomi è in realtà Laura, ma Alicia e Luciana gli dicono che la donna è morta quando hanno abbandonato lo stadio. John, disperato, rimane sul posto con Morgan mentre gli altri si allontano.
- Guest star: Kevin Zegers (Mel), Sebastian Sozzi (Cole), Evan Gamble (Ennis).
- Altri interpreti: Alexa Nisenson (Charlie).
- Ascolti USA: telespettatori 2.485.000 – rating 18-49 anni 0,9%[5]

## Laura
- Titolo originale: Laura
- Diretto da: Michael E. Satrazemis
- Scritto da: Anna Fishko

### Trama
John viveva in solitudine in una casupola sull'argine di un fiume; una notte trovò una donna ferita trascinata dalla corrente e si prese cura di lei, dandole il nome Laura poiché ella non glielo rivelò. Inizialmente infatti Laura si dimostrò ostile e scontrosa, ma pian piano si aprì alla gentilezza di John, rivelandogli di avere perso un figlio durante l'apocalisse. La donna d'altra parte si accorse che John dormiva pochissimo e rifiutava di usare le sue pistole contro i vaganti, confessando di non averle più usate da quando uccise per errore un rapinatore quando era ancora un poliziotto. Una notte, attaccati da un folto gruppo di vaganti, John fu costretto ad usare le pistole per salvare Laura, poi gliene regalò una delle due e confessò di essere innamorato di lei. La donna sembrò ricambiare, ma la notte, mentre John si godeva la sua prima notte di sonno, abbandonò l'abitazione lasciando un messaggio di scuse all'uomo. Nel presente, Morgan incoraggia John dicendo che secondo lui l'amava davvero e che l'importante è continuare a vivere e non cercare la morte come Alicia, Victor e Luciana.
- Ascolti USA: telespettatori 2.464.000 – rating 18-49 anni 0,9%[6]

## Solo per precauzione
- Titolo originale: Just in Case
- Diretto da: Daisy von Scherler Mayer
- Scritto da: Richard Naing

### Trama
John intercetta un membro degli Avvoltoi e gli chiede di Laura, ma questi dice di non sapere nulla così, convinto da Morgan, lo lascia andare. Quando erano ancora allo stadio Naomi/Laura un giorno uscì dicendo di conoscere un posto dove potere trovare scorte e semi per ripiantare il raccolto. Madison e Victor l'accompagnarono e la donna durante il viaggio confessò loro che in realtà inizialmente aveva intenzione di abbandonare il gruppo lasciando loro le indicazioni per questo posto dove aveva vissuto per un po' di tempo. Durante la notte Naomi partì da sola raggiungendo il posto designato, trovando molte scorte, ma venendo intrappolata dai vaganti. Madison e Victor, appena sopraggiunti, la trassero in salvo e la donna rivelò loro che quando era parte di quella comunità, sua figlia si ammalò di polmonite e fu proprio lei ad infettare gli altri sopravvissuti. I tre tornarono con le scorte allo stadio e gli Avvoltoi, capendo di non poter più aspettare la fine della comunità, abbandonarono la zona lanciando vaghe minacce. Preoccupata, Madison disse ad Alicia di preparare un veicolo per una fuga d'emergenza. Al presente, Morgan e John raggiungono il punto di ritrovo degli Avvoltoi, trovando Luciana, Alicia e Victor con le armi pronte. Gli Avvoltoi giungono subito dopo anch'essi armi alla mano e Morgan cerca di convincere tutti a risolvere la questione senza violenza. Lo stallo alla messicana viene risolto dall'arrivo del mezzo di emergenza dello stadio, da cui scende Naomi. Alicia, sentendosi tradita dalla donna, fa fuoco e colpisce John che si frappone.
- Guest star: Kevin Zegers (Mel), Sebastian Sozzi (Cole), Evan Gamble (Ennis), Rhoda Griffis (Vivian).
- Altri interpreti: Alexa Nisenson (Charlie), Jason Liebrecht (Edgar).
- Ascolti USA: telespettatori 2.306.000 – rating 18-49 anni 0,8%[7]

## Il lato sbagliato di dove ti trovi
- Titolo originale: The Wrong Side of Where Are You Now
- Diretto da: Sarah Boyd
- Scritto da: Melissa Scrivner Love

### Trama
Naomi soccorre John, mentre inizia uno scontro a fuoco con gli Avvoltoi. Grazie alla superiorità delle armi, Alicia, Luciana e Victor costringono alla ritirata gli avversari: Melvin cerca di fuggire, ma Alicia fa esplodere il suo mezzo con una granata. Morgan convince Althea a interrompere la registrazione dello scontro per portare in salvo John e Naomi, salvando anche Charlie, rimasta sola. Alicia, Luciana e Victor uccidono gli Avvoltoi rimasti, tra cui lo steso Melvin, e vanno all'inseguimento del blindato di Althea, che si sta dirigendo allo stadio. Quando erano ancora allo stadio, poco dopo la partenza degli Avvoltoi Charlie si presentò al cancello chiedendo aiuto per Melvin, rimasto coinvolto in un incidente e abbandonato dai compagni. Madison decise di soccorrerlo e portarlo allo stadio, ma questi appena si svegliò li allarmò che il fratello Ennis intendeva attaccare lo stadio con una mandria di vaganti e chiese di andarsene con Charlie. Siccome faceva serpeggiare il dubbio che la cosa migliore sia fuggire, Madison nonostante fosse ferito gli diede una macchina e lo cacciò dallo stadio. La sera, mentre le porte venivano barricate in attesa dell'attacco, Alicia e Nick uscirono e ritrovarono Melvin, svenuto sul ciglio della strada. Quando tornarono allo stadio sopraggiunsero anche gli Avvoltoi che crearono una scia di fiamme e liberarono i vaganti catturati e ricoperti di petrolio, che circondarono la macchina con Alicia, Nick e Melvin. Nel presente Althea e il gruppo entrano allo stadio sfondando le porte e lo trovano pieno di vaganti carbonizzati che li circondano subito.
- Guest star: Kevin Zegers (Mel), Alexa Nisenson (Charlie), Evan Gamble (Ennis), Sebastian Sozzi (Cole), Rhoda Griffis (Vivian).
- Altri interpreti: Jason Liebrecht (Edgar), Kenneth Wayne Bradley (Douglas), Tammie Baird (Ingrid).
- Ascolti USA: telespettatori 1.971.000 – rating 18-49 anni 0,6%[8]

## Nessuno è perso
- Titolo originale: No One's Gone
- Diretto da: Michael E. Satrazemis
- Scritto da: Ian B. Goldberg e Andrew Chambliss

### Trama
Prima degli eventi dello stadio, Madison incontrò Althea e le raccontò che stava cercando i suoi figli nella speranza di trovare un posto dove tenerli al sicuro, motivata da un evento del passato dove Nick e Alicia si presero cura di un uccellino chiamato Amina senza arrendersi mai. Nel presente, Althea apre un varco tra i vaganti con le mitragliatrici permettendo a Morgan e Naomi di raggiungere l'infermeria. Nel frattempo però Alicia, Victor e Luciana giungono allo stadio e con un lanciarazzi sfondano la porta del blindato. Alicia sale a bordo e, nella colluttazione con Althea, vede lo stesso ramen istantaneo che la madre aveva misteriosamente trovato, quindi cercando tra le cassette ne trova una denominata "Amina", guardando il video di Madison. Alicia raggiunge quindi Naomi e Morgan con l'intenzione di vendicare la madre, ma quest'ultimo, frapponendosi, la dissuade nel seguire la strada della violenza e della vendetta. Tutti quanti si riuniscono pacificamente e abbandonano lo stadio, permettendo a John di essere curato da Naomi. Quest'ultima rivela all'uomo che il suo vero nome è June, mentre Alicia, Strand e Luciana concludono il racconto dell'ultima notte dello stadio. Madison, Victor e Luciana uscirono dalle mura per salvare Nick e Alicia, ma il resto degli abitanti, convinti che fosse tutto perduto, abbandonarono lo stadio venendo però sopraffatti dai vaganti. Mentre Charlie riusciva a raggiungere Melvin e scappare con lui, Naomi, che aveva cercato di dissuadere gli abitanti a resistere, dovette anch'essa scappare e in seguito venne trovata dagli Avvoltoi a cui si unì essendo rimasta sola. Rimasti soli e circondati, Madison, per salvare i figli, Victor e Luciana, attirò i vaganti all'interno dello stadio e senza più via di fuga, diede fuoco a tutto.
- Guest star: Kevin Zegers (Mel), Alexa Nisenson (Charlie), Sebastian Sozzi (Cole), Rhoda Griffis (Vivian).
- Altri interpreti: Kenneth Wayne Bradley (Douglas), Tommy G. Kendrick (Slim), Nasir Villanueva (Ryan), Soleil Patterson (Molly).
- Ascolti USA: telespettatori 2.320.000 – rating 18-49 anni 0,7%[9]

## Gente come noi
- Titolo originale: People Like Us
- Diretto da: Magnus Martens
- Scritto da: Anna Fishko

### Trama
Morgan decide di tornare ad Alexandria e chiede ad Althea di accompagnarlo; propone poi a John, June e Charlie di venire con lui, ma i tre progettano di tornare alla capanna dove viveva John. Anche Victor e Luciana, che si sono abbandonati alla malinconia, rifiutano di seguirlo, mentre Alicia è impegnata a cercare di salvare qualcuno che lascia messaggi d'aiuto attaccati ai vaganti. Morgan decide di aiutarla e i due seguendo gli indizi raggiungono una segheria abbandonata, dove però scoprono che l'uomo è già morto. Althea passa a salutare John e gli altri e, notando diversi vaganti alla deriva nel fiume, June decide di verificare a monte se c'è qualche problema e Althea decide di accompagnarla. Mentre le due donne sono via, Charlie fugge senza dire una parola e John chiede aiuto a Victor per andarla a cercare. Nel frattempo June confessa ad Althea che ha paura di non essere la persona di cui si è innamorata John, ma Althea la rassicura dicendo che lo ha dimostrato prendendosi cura di lui. Subito dopo, notando uno stormo di uccelli anomalo, June capisce che in arrivo una tromba d'aria e si affrettano quindi a tornare indietro, avvisando via radio John del pericolo. Mentre la tempesta comincia ad abbattersi sulla zona, Charlie passa a casa di Luciana lasciandole il libro che le aveva regalato e fuggendo subito via. La ragazza, accortasene, si lancia all'inseguimento, mentre Morgan e Alicia si separano sulla strada del ritorno.
- Guest star: Alexa Nisenson (Charlie).
- Ascolti USA: telespettatori 1.878.000 – rating 18-49 anni 0,7%[10]

## Chiudi gli occhi
- Titolo originale: Close Your Eyes
- Diretto da: Michael E. Satrazemis
- Scritto da: Shintaro Shimosawa

### Trama
Alicia trova riparo dalla tempesta in una casa, eliminando con freddezza i quattro vaganti che componevano la famiglia residente. Poco dopo trova in casa anche Charlie e, arrabbiata perché pensa la stia seguendo, cerca di andarsene con la macchina parcheggiata fuori, ma cade battendo la testa e perde i sensi. Charlie la riporta in casa e, quando si riprende, Alicia va a chiederle spiegazioni, insultandola e incolpandola della morte di Madison e Nick. Più tardi Charlie si avvicina pericolosamente ad un vagante incastrato su un albero, ma Alicia la salva dicendole che non sa perché lo ha fatto, ma sicuramente dovrà vivere con il rimorso per quanto ha fatto. La notte Alicia si accorge che Charlie sta sistemando le foto della famiglia che lei aveva gettato via e le due discutono perché Charlie pensa sia giusto conservare le foto semmai un parente della famiglia passasse di lì. Intanto la tempesta sfonda una finestra e le due ragazze cercano rifugio nel seminterrato, trovandolo però allagato e rimanendo bloccate da un crollo. Charlie, temendo il peggio e non volendosi trasformare, chiede ad Alicia di ucciderla, ma quest'ultima non riesce a farlo. Improvvisamente, il vagante incastrato sull'albero precipita, sbloccando l'uscita sul giardino del seminterrato, permettendo alle due ragazze di salvarsi. La mattina seguente Alicia seppellisce i quattro corpi per riappacificarsi con Charlie e dona a quest'ultima la sua arma; le due ragazze tornando quindi dov'erano accampati gli altri, non trovando tuttavia nessuno.
- Guest star: Alexa Nisenson (Charlie).
- Ascolti USA: telespettatori 1.855.000 – rating 18-49 anni 0,6%[11]

## Il codice
- Titolo originale: The Code
- Diretto da: Tara Nicole Weyr
- Scritto da: Andrew Chambliss e Alex Delyle

### Trama
Morgan si rifugia nel cassone di un camion per ripararsi dalla tempesta e vi passa la notte. Quando si sveglia, il camion si è spostato ed è arrivato in una stazione di servizio in Mississipi, dove scopre che il camion appartiene a Wendell e Sarah, due sedicenti fratelli camionisti che possiedono numerose scorte e lasciano delle scatole con provviste lungo la strada per il prossimo. Morgan ottiene delle provviste e una macchina per tornare in Texas, ma lungo il tragitto ha un ripensamento e contatta via radio Wendell e Sarah, dicendo che la strada è bloccata perché il ponte è crollato e chiedendo loro di accompagnarlo in Virginia. Durante il ritorno Morgan salva dai vaganti Jim, un produttore di birra che afferma di essere stato rapito e poi abbandonato per le sue ricette. I due tornano da Wendell e Sarah, scoprendo che sono in realtà due truffatori e che hanno rubato il camion al vero proprietario che lasciava le scatole lungo la strada. I due cercano di estorcere a Morgan la posizione di Alexandria mentre si dirigono in Virginia, ma durante una sosta, mentre Jim si accorda con i due "fratelli", Morgan finisce bloccato sul tetto di una macchina con le mani legate e circondato dai vaganti. Sarah si fa indicare la strada in cambio di aiuto, ma i tre poi abbandonano Morgan al suo destino dimostrando di sapere che anche lui ha abbandonato i suoi amici in Texas. Calata la notte, Morgan riesce a sfuggire ai vaganti e prosegue lungo la strada, trovando la mattina lungo la strada il camion, poiché i due fratelli si sono accorti che le indicazioni erano sbagliate. Morgan convince quindi i due fratelli a tornare verso il Texas per recuperare Alicia e gli altri, quindi li condurrà in Virginia lasciando scatole di provviste lungo il tragitto. Tramite radio, tenta di avvertire il proprietario che gli stanno riportando il camion, ma il messaggio viene ricevuto da una donna che parla con un vagante dicendo che torneranno in Texas.
- Guest star: Tonya Pinkins (Martha), Aaron Stanford (Jim Brauer), Daryl Mitchell (Wendell), Mo Collins (Sarah).
- Ascolti USA: telespettatori 1.827.000 – rating 18-49 anni 0,6%[12]

## Debole
- Titolo originale: WWeak
- Diretto da: Colman Domingo
- Scritto da: Kalinda Vazquez

### Trama
Passata la tempesta, June e Althea esauriscono il gasolio del blindato rimanendo a piedi. June convince l'altra a partire a piedi per trovare gasolio e altre provviste. Mentre Althea si ammala per qualche virus, le due donne trovano un mezzo per proseguire, scoprendo però che qualcuno ha rubato il blindato. Tentano di seguirlo, ma bucano una ruota, così Althea convince June ad andare a cercare il blindato da sola avendo sentito vicino gli spari delle mitragliatrici. Intanto Morgan cerca di contattare gli altri via radio, ma non riesce ad avere ricezione; mentre cerca un punto più in alto per comunicare, incrocia la donna che aveva ascoltato la sua trasmissione che sta controllando una delle scatole a bordo strada. I due scambiano qualche battuta e, quando Morgan si allontana, la donna contamina l'acqua contenuta nelle bottiglie della scatola. Intanto June raggiunge il blindato, venendo messa sotto tiro da un uomo: non riesce a convincerlo a desistere a parole, ma riesce a prendergli la pistola e lo scaccia accusandolo di avere sprecato la sua possibilità. June riesce a trovare le medicine per Althea, chiedendole perché sia così importante per lei il blindato; Althea confessa che nelle registrazioni sono presenti anche la sua storia e quelle delle persone che amava che non ci sono più. Improvvisamente riescono a sentire Morgan via radio che dà appuntamento in punto preciso, così June convince Althea ad abbandonare il blindato per raggiungerlo subito. Giunta la notte, le due donne si riuniscono a Morgan e i suoi nuovi compagni; June contatta via radio l'uomo con cui aveva lottato, di nome Quinn, invitandolo a unirsi al gruppo. Durante il tragitto tuttavia Quinn subisce l'imboscata della donna misteriosa che lo fa uccidere da un vagante. La donna lascia andare il vagante e fa trasformare Quinn, portandolo via sul blindato.
- Guest star: Tonya Pinkins (Martha), Aaron Stanford (Jim Brauer), Daryl Mitchell (Wendell), Mo Collins (Sarah).
- Altri interpreti: Charles Harrelson (Quinn).
- Ascolti USA: telespettatori 1.521.000 – rating 18-49 anni 0,5%[13]

## Blackjack
- Titolo originale: Blackjack
- Diretto da: Sharat Raju
- Scritto da: Ian Goldberg e Richard Naing

### Trama
La misteriosa donna, Martha, contatta Morgan e gli altri facendo loro capire che ha fatto trasformare Quinn in un vagante, sostenendo che lui era forte, ma aiutando le persone sta diventando debole. Morgan riconosce la donna che stava guardando nella scatola, ma ignora i suoi avvertimenti e continua a lasciare scatole con provviste lungo la strada, lasciando anche indicata la frequenza radio dove contattarlo. Altrove, John e Victor sono bloccati su un isolotto creato dall'inondazione causata dalla tempesta: mentre John cerca di costruire una zattera, Victor si è di nuovo abbandonato al nichilismo. Convinto da John, utilizzando la copertura di un pick-up come zattera improvvisata, i due tentano di attraversare l'acqua infestata da un alligatore creando un diversivo con i vaganti, ma falliscono e sono costretti a tornare indietro. Nel frattempo Luciana, ancora alla ricerca di Charlie, trova un uomo rimasto bloccato in auto dopo un incidente: non riuscendo a liberarlo, cerca di esaudire il suo ultimo desiderio e va alla ricerca di una birra. Dopo un lungo cercare, trova una delle scatole lasciate da Morgan contenente una birra di Jim e la porta all'uomo, che prima di morire la ringrazia sentitamente e le dice di prendere i suoi diari dove sono indicati luoghi pieni di provviste, conosciuti per il suo precedente lavoro di camionista. Luciana contatta la frequenza indicata sulla scatola e si riunisce a Morgan, che capisce che l'uomo era il vero proprietario del camion. Poco dopo il gruppo viene contattato anche da Charlie e Alicia, che hanno trovato anch'esse una scatola, ma improvvisamente Martha si intromette nella conversazione scontenta del fatto che non sia stata ascoltata. Il blindato appare subito dopo alle spalle del camion e vi si affianca, facendo fuoco con le mitragliatrici.
- Guest star: Stephen Henderson (Clayton), Tonya Pinkins (Martha), Aaron Stanford (Jim Brauer), Daryl Mitchell (Wendell), Mo Collins (Sarah), Alexa Nisenson (Charlie).
- Altri interpreti: Charles Harrelson (Quinn).
- Ascolti USA: telespettatori 1.712.000 – rating 18-49 anni 0,6%[14]

## MM 54
- Titolo originale: MM 54
- Diretto da: Lou Diamond Phillips
- Scritto da: Anna Fishko e Shintaro Shimosawa

### Trama
Martha rimase coinvolta in un incidente d'auto e aspettò inutilmente che qualcuno si fermasse per aiutare suo marito, rimasto ferito e bloccato in auto. Con la sua morte, Martha diede fuori di testa e cominciò a uccidere i camionisti che lasciavano le scatole lungo la strada, considerandoli deboli perché aiutavano il prossimo. Al presente Morgan e gli altri scendono dal camion in cui si sta riversando pericolosamente del carburante; Martha cerca di uccidere June con un vagante, ma Wendell le spara, ferendola. Il camion però improvvisamente esplode, attirando numerosi vaganti e dando modo a Martha di fuggire col blindato. Morgan e gli altri fuggono inseguiti dai vaganti e si rifugiano in un ospedale, dove hanno modo di medicarsi; i vaganti però li raggiungono e invadono l'ospedale, costringendoli a ritirarsi verso i piani superiori. Althea rimane indietro per avviare i generatori di emergenza, dando modo agli altri di usare l'ascensore per raggiungere il tetto: una volta al sicuro, June si accorge tuttavia che Jim è stato morso. Nel frattempo Alicia e Charlie hanno trovato il camion distrutto, così Alicia decide di non cercare gli altri e dirigersi verso il mare. Mentre sono in viaggio tuttavia, Charlie nota un lago creato dal fiume straripato e trova il cappello di John, avvistando qualcosa sulla riva opposta.
- Guest star: Tonya Pinkins (Martha), Aaron Stanford (Jim Brauer), Daryl Mitchell (Wendell), Mo Collins (Sarah), Alexa Nisenson (Charlie).
- Altri interpreti: Charles Harrelson (Quinn), Rachel Mary Dudley (Stevie), John Eric Bentley (Hank).
- Ascolti USA: telespettatori 1.871.000 – rating 18-49 anni 0,6%[15]

## Ho perso qualcuno...
- Titolo originale: I Lose People...
- Diretto da: David Barrett
- Scritto da: Kalinda Vazquez

### Trama
June tenta di contattare Althea via radio e le risponde invece Alicia, che le comunica che hanno trovato John e Victor. Alicia e Charlie cercano una barca per salvare i due uomini, ma vengono attaccati da Martha che tuttavia sviene per la ferita infertagli. Alicia così la cattura e utilizzando il blindato porta in salvo John e Victor, dirigendosi poi con loro verso l'ospedale per incontrarsi con gli altri. Intanto, mentre Jim decide di rimanere sul tetto, Morgan e gli altri scendono per cercare Althea e una via di fuga. Trovano un messaggio della donna che dice di avere la radio scarica e ha cercato una via di fuga da sola, così Morgan decide di creare un diversivo per permettere agli altri di fuggire. Tornato sul tetto, lancia un vagante su una macchina sottostante, facendo partire l'antifurto e permettendo a Luciana, June, Sarah e Wendall di riunirsi ad Alicia e gli altri. Il gruppo trova un'autoscala e torna quindi indietro per salvare Morgan: recuperatolo, il gruppo si ritrova però circondato dai vaganti. Jim, dopo avere dato la sua ricetta a Sarah, si getta dal tetto su un'auto facendo partire l'allarme e distraendo i vaganti per permettere agli altri di tornare al blindato e fuggire. Martha tuttavia nel frattempo si è dileguata e la notte trova il corpo di Jim, aspettando che si trasformi in vagante.
- Guest star: Tonya Pinkins (Martha), Aaron Stanford (Jim Brauer), Daryl Mitchell (Wendell), Mo Collins (Sarah), Alexa Nisenson (Charlie).
- Ascolti USA: telespettatori 2.033.000 – rating 18-49 anni 0,7%[16]

## ...Mi sono perso
- Titolo originale: ...I Lose Myself
- Diretto da: Michael E. Satrazemis
- Scritto da: Andrew Chambliss e Ian Goldberg

### Trama
Althea, fuggita dall'ospedale e braccata dai vaganti, trova una radio cercando di contattare gli altri senza successo. Tornata verso l'ospedale, viene sorpresa da Martha che le dice che vuole mandare un messaggio a Morgan e la stordisce. Althea si risveglia nel blindato dove John e June le dicono che l'hanno trovata da sola per strada con un nastro per Morgan. La sera, il gruppo decide di andare ad Alexandria e Morgan scrive loro le indicazioni stradali; la notte però Morgan, dopo avere dato appuntamento agli altri alla stazione di servizio dove aveva conosciuto Sarah e Wendall, si allontana da solo per cercare Martha. Morgan la ritrova nel luogo dove è morto suo marito semi svenuta e la carica in macchina per portarla dagli altri. Lungo il tragitto la donna racconta della tragica fine di suo marito, poi però attacca Morgan causando un incidente. Martha sfida l'uomo quindi a ucciderla prima che lei faccia lo stesso, poiché si è fatta mordere e si trasformerà presto in vagante. Intanto June contatta Morgan dicendo che alla stazione tutti si stanno sentendo male: Martha confessa di avere avvelenato le scorte d'acqua con l'antigelo. Dopo un momento di rabbia, Morgan lega la donna alla macchina e si mette in viaggio per raggiungere i suoi amici; finalmente arriva abbastanza vicino da rispondere alla radio e li avverte di quanto ha scoperto. June dice che l'antidoto è l'etanolo, così il gruppo cerca di recuperarlo da un'autocisterna parcheggiata fuori. Nel tentativo di eliminare i vaganti presenti fuori tuttavia, Althea colpisce l'autocisterna rendendola inservibile. Quando ormai tutto sembra perduto, Morgan arriva alla stazione di servizio con la birra di Jim, salvandoli. Morgan torna quindi indietro col gruppo per eliminare Martha, ormai diventata un vagante, e seppellirla, quindi propone di non andare ad Alexandria, bensì di continuare l'opera del camionista di aiutare gli altri, così che nessuno diventi come Martha. Seguendone i diari, il gruppo si stabilisce in una fabbrica da dove partivano i camion e iniziano a cercare le persone che Althea aveva intervistato.
- Guest star: Tonya Pinkins (Martha), Aaron Stanford (Jim Brauer), Daryl Mitchell (Wendell), Mo Collins (Sarah), Alexa Nisenson (Charlie).
- Ascolti USA: telespettatori 2.127.000 – rating 18-49 anni 0,7%[17]